# Юристы Бостона
«Юристы Бостона» (англ. Boston Legal) — американский телесериал в жанре юридической комедии-драмы, созданный Дэвидом Э. Келли и спродюсированный при содействии 20th Century Fox Television для телесети ABC.
Сериал повествует о буднях юридической конторы «Крейн, Пул & Шмидт» (англ. Crane, Poole & Schmidt) и является спин-оффом сериала «Практика», выходившего с 1997 по 2004 год на телеканале ABC, раскрывая подвиги бывшего персонажа «Практики» Алана Шора (исполнитель роли Джеймс Спейдер). Сериал достиг успеха и получил несколько наград: «Эмми» (номинировался 22 раза, выиграл 5), «Золотой глобус» (номинировался 4, выиграл 1) и «Пибоди» (2005).
Пилотный эпизод вышел в эфир 3 октября 2004 года на телеканале ABC, а финал — 8 декабря 2008 года. В России сериал переведён телекомпанией «НТВ Плюс» и транслировался каналом «Закон ТВ».

## Описание сюжета
Сериал начинается с момента, когда Алан Шор (Джеймс Спейдер), появившийся в последнем сезоне сериала «Практика», принимает предложение Дэнни Крейна (Уильям Шетнер) и переходит в одну из самых влиятельных адвокатских фирм Бостона «Крейн, Пул & Шмидт». Поначалу Алан предстаёт довольно беспринципным юристом, готовым на всё для победы. Но по мере развития сюжета сериала характер персонажа меняется. Он всё больше начинает, по словам Ширли Шмидт (Кэндис Берген), «сражаться c ветряными мельницами». Частенько адвокат побеждает, но, в отличие от Дэнни Крейна, который выиграл за свою карьеру 6000 дел и не проиграл ни разу, Алан иногда проигрывает. Дружба Алана и Дэнни становится основной сюжетной линией сериала.

## В ролях
- Джеймс Спейдер — Алан Шор, блестящий молодой адвокат со своеобразным моральным кодексом. Сибарит и ловелас, склонен к жёстким шуткам, но при этом сентиментален.
- Уильям Шетнер — Дэнни Крейн, ветеран и легенда адвокатского мира, за свою жизнь не проиграл ни одного процесса. Именной партнёр «Крейн, Пул & Шмидт». Склонен к крайне экстравагантному поведению. Невзирая на пожилой возраст, постоянно ввязывается в любовные связи. Гиперконсервативен по своим политическим взглядам (в отличие от своего лучшего друга Алана, который либерален и поддерживает Демократическую партию).
- Кэндис Берген — Ширли Шмидт, фактический глава «Крейн, Пул & Шмидт». Эффектная немолодая женщина, в своё время находилась в романтической связи с Дэнни Крейном. В молодости была фотомоделью (как и сама Берген).
- Рене Обержонуа — Пол Левистон, управляющий «Крейн, Пул & Шмидт». Педант, которого постоянно выводят из себя выходки Дэнни и Алана.
- Кристиан Клеменсон — Джерри Эспенсон, блистательный финансовый юрист. Страдает синдромом Аспергера, что сильно осложняет его общение с людьми, а также выступления в суде.
- Джон Ларрокетт — Карл Зак (4 и 5 сезоны). Становится управляющим партнёром «Крейн, Пул & Шмидт». Ближе к концу сериала женится на Ширли Шмидт.
- Марк Вэлли — Брэд Чейз, адвокат в «Крейн, Пул & Шмидт», в прошлом морпех.
- Джули Боуэн — Дениз Бауэр, адвокат (2, 3 и 5 сезоны), выходит замуж за Брэда Чейза.
- Гэри Энтони Уильямс — Кларенс Белл, помощник адвоката в «Крейн, Пул & Шмидт». Эксцентричный тучный афроамериканец, любящий переодеваться в женскую одежду (что, предположительно, связано с психологическими проблемами).
- Моника Поттер — адвокат Лори Колсон (21 эпизод, 1 и 2 сезоны).
- Рона Митра — Тара Уилсон, адвокат (1 и 2 сезоны).
- Бетти Уайт — Кэтрин Пайпер, забавная старушка, помощница Алана, сотрудница «Крейн, Пул & Шмидт». В течение сериала совершает несколько преступлений, включая убийство (16 эпизодов).
- Дэвид Дин Боттрелл — Линкольн Майер, экстравагантный психопат. На протяжении 8 эпизодов выступает ключевым свидетелем обвинения в убийстве женщины-судьи. После того, как в убийстве начинают обвинять его самого, убивает популярную телеведущую и захватывает Ширли Шмидт. Арестован при её освобождении во время операции полицейского спецназа.
- Том Селлек — Айвен Тиггз, юрист, бывший муж Ширли Шмидт.
- Генри Гибсон — Кларк Браун, судья.
- Чак Макканн — Байрон Фадд, судья.
- Энтони Хилд — Харви Купер, судья.
- Рома Маффиа — Виктория Пейтон, судья.
- Гейл Энн О’Грэйди — Глория Уэлдон, судья, любовница Алана.

## Производство
До начала премьеры рабочим названием было «Fleet Street», что является аллюзией на название существующей улицы Бостона, где размещаются офисы «Крейн, Пул & Шмидт». Позднее название было изменено на «The Practice: Fleet Street», но итоговым стало текущее «Boston Legal» («Юристы Бостона»). Показанное в сериале реальное здание, в котором расположены офисы компании, находится по 500 Boylston Street в 1,4 милях от Флит-стрит.
В качестве консультанта американские продюсеры привлекли к съёмочному процессу британского сценариста, королевского адвоката сэра Джона Мортимера, являющегося создателем британского юридического сериала Rumpole of the Bailey.

## Награды и премии
Сериал стал весьма популярен и получил целый ряд наград, прежде всего несколько «Прайм-тайм премий «Эмми»: в общей сложности 22 номинации и 5 побед. Так, Джеймс Спейдер был дважды признан лучшим актёром драматического сериала в 2005 и 2007 годах, а Уильям Шетнер — лучшим актёром второго плана в драматическом телесериале (2005 год; за исполнение роли Дэнни Крейна в том же году удостоился премии «Золотой глобус» в этой же номинации. В том же 2005 году сериал получил премию «Пибоди» (2005). Среди прочих наград — Премия Американской ассоциации монтажёров (2006 г.), GLAAD Media Award (2008 г.) и др. Также в 2006 году Премию «Эмми» в категории «Лучший приглашённый актёр в драматическом телесериале» получил Кристиан Клеменсон (за исполнение роли Джерри Эспенсона).
Согласно исследованию Nielsen Media Research, сериал успешно привлёк самую состоятельную молодую ТВ-аудиторию  (сегмент 18-49 лет с доходом более 100 000 долларов в год).
Сериал известен активным использованием приёма «обрушения четвёртой стены». В нём шутливо обыгрываются биографии артистов (прежде всего в ряде прямых аллюзий к франшизе «Стар Трек», где Шетнер сыграл свою самую известную роль), даются «говорящие» отсылки к предыдущим и предстоящим сезонам и т.п.. Минимум дважды (третий сезон) персонажи сериала сами исполняют оригинальную музыкальную тему  вступительных титров авторства Billy Valentine.